# Borilovići
Borilovići (cyr. Бориловићи) – wieś w Bośni i Hercegowinie, w Republice Serbskiej, w mieście Trebinje. W 2013 roku liczyła 20 mieszkańców.